# Ablepharus darvazi
Az Ablepharus darvazi  a hüllők (Reptilia) osztályába a  pikkelyes hüllők (Squamata) rendjébe a gyíkok (Sauria)  alrendjébe és a  vakondgyíkfélék (Scincidae) családjába  tartozó faj

## Előfordulása
Tádzsikisztán területén honos.